# Rahe
Rahe is een dorp in de Duitse deelstaat Nedersaksen. Bestuurlijk maakt het dorp deel uit van de stad Aurich in Oost-Friesland. Het dorp wordt voor het eerst genoemd als Rode in een oorkonde uit 1408.
Vlak bij het dorp ligt de historische Upstalsboom, verzamelplaats voor de Friezen in de tijd van de Friese Vrijheid.